# DeAndre Kane
DeAndre Donte Kane (Pittsburgh, 10 giugno 1989) è un cestista statunitense naturalizzato ungherese, professionista in Europa.

## Statistiche

### College
| Anno      | Squadra           | PG  | PT  | MP   | TC%  | 3P%  | TL%  | RP  | AP  | PRP | SP  | PP   |
| --------- | ----------------- | --- | --- | ---- | ---- | ---- | ---- | --- | --- | --- | --- | ---- |
| 2010-2011 | Marshall Th. Herd | 34  | 34  | 31,6 | 42,8 | 31,8 | 63,3 | 5,6 | 3,4 | 0,9 | 0,1 | 15,1 |
| 2011-2012 | Marshall Th. Herd | 34  | 33  | 34,0 | 41,4 | 25,0 | 59,9 | 5,4 | 3,5 | 1,4 | 0,3 | 16,5 |
| 2012-2013 | Marshall Th. Herd | 28  | 25  | 37,1 | 40,3 | 24,8 | 52,1 | 4,4 | 7,0 | 1,8 | 0,2 | 15,1 |
| 2013-2014 | Iowa St. Cyclones | 36  | 36  | 34,4 | 48,3 | 39,8 | 63,5 | 6,8 | 5,9 | 1,2 | 0,3 | 17,1 |
| Carriera  | Carriera          | 132 | 128 | 34,2 | 43,2 | 30,1 | 60,2 | 5,6 | 4,9 | 1,3 | 0,2 | 16,0 |

### Eurolega
| Anno      | Squadra          | PG | PT | MP   | TC%  | 3P%  | TL%  | RP  | AP  | PRP | SP  | PP  |
| --------- | ---------------- | -- | -- | ---- | ---- | ---- | ---- | --- | --- | --- | --- | --- |
| 2017-2018 | Maccabi Tel Aviv | 30 | 18 | 23,4 | 51,2 | 28,9 | 51,5 | 4,0 | 2,1 | 0,9 | 0,3 | 7,4 |
| 2018-2019 | Maccabi Tel Aviv | 25 | 24 | 25,8 | 43,3 | 31,0 | 40,7 | 3,8 | 2,6 | 1,1 | 0,1 | 8,0 |
| Carriera  | Carriera         | 55 | 42 | 24,5 | 47,2 | 30,3 | 46,7 | 3,9 | 2,3 | 1,0 | 0,2 | 7,7 |

### Eurocup
| Anno      | Squadra          | PG | PT | MP   | TC%  | 3P%  | TL%  | RP  | AP  | PRP | SP  | PP   |
| --------- | ---------------- | -- | -- | ---- | ---- | ---- | ---- | --- | --- | --- | --- | ---- |
| 2014-2015 | Krasnyj Oktjabr' | 3  | 2  | 23,8 | 43,5 | 16,7 | 20,0 | 1,7 | 3,0 | 1,0 | 0,0 | 7,3  |
| 2015-2016 | Ulma             | 8  | 4  | 26,2 | 43,5 | 26,1 | 68,0 | 5,0 | 2,9 | 1,5 | 0,2 | 10,4 |
| 2016-2017 | Nižnij Novgorod  | 14 | 14 | 35,2 | 51,5 | 33,3 | 54,5 | 7,6 | 4,3 | 1,5 | 0,4 | 16,8 |
| Carriera  | Carriera         | 25 | 20 | 31,0 | 48,7 | 29,7 | 56,1 | 6,1 | 3,7 | 1,4 | 0,3 | 13,6 |

## Palmarès
- Campionato israeliano: 2

Maccabi Tel Aviv: 2017-18, 2018-19
- Coppa di Lega israeliana: 1

Maccabi Tel Aviv: 2017